# Ledebouria concolor
Ledebouria concolor är en sparrisväxtart som först beskrevs av John Gilbert Baker, och fick sitt nu gällande namn av John Peter Jessop. Ledebouria concolor ingår i släktet Ledebouria och familjen sparrisväxter. Inga underarter finns listade i Catalogue of Life.